# Diplotheca
Diplotheca — рід грибів родини Myriangiaceae. Назва вперше опублікована 1893 року.

## Класифікація
До роду Diplotheca відносять 5 видів:
- Diplotheca cerei
- Diplotheca orbicularis
- Diplotheca rhipsalidis
- Diplotheca tunae
- Diplotheca uleana